# Karihaugen
Karihaugen – jednostka administracyjna wchodząca w skład dzielnicy Ellingsrud w Oslo, Norwegia. Rozwój obszaru rozpoczął się w 1970 roku. Karihaugen składa się głównie z budynków mieszkalnych. Karihaugen ma również niewielki obszar przemysłowy (Karihaugen Industrial Area), który graniczy ze znacznie większą strefą przemysłową Visperud w Lørenskog.